# 北方ジャーナル事件
北方ジャーナル事件（ほっぽうジャーナルじけん）は、日本の公職選挙の候補者が名誉毀損に当たる出版物の出版の事前差し止めを求め、これを認められた相手方の出版社北方ジャーナルが提起した国賠訴訟事件の通称。人格権に基づく差止請求権が認められるか、事前差し止めが検閲に当たるかが問われ、表現の自由に関する判例として知られている。

## 概要
背景
被告・五十嵐広三（元旭川市長、代理人弁護士は菅沼文雄、同川村武雄、同横路民雄、同江本秀春）は、1979年の北海道知事選挙に立候補を予定していたが、原告（出版社）の発行する雑誌『北方ジャーナル』が2月23日に発売を予定していた4月号に、「ある権力主義者の誘惑」というタイトルの記事があり、記事の全体にわたって被告について「嘘と、ハッタリと、カンニングの巧みな少年」「言葉の魔術者であり、インチキ製品を叩き売っている（政治的な）大道ヤシ」「ゴキブリ共」などと書かれ、さらに被告の私事についても触れ、結論としては被告が北海道知事として相応しくないという被告の名誉を毀損する記載があることを知った。
そこで、被告は1979年2月16日、札幌地方裁判所に当該号の出版の差し止めを求める仮処分を申請し、同日認められた。
訴訟提起
北方ジャーナルは、同社従業員が記事を盗み出し、知事選候補者だったが落選した五十嵐の代理人である横路弁護士らに渡したり、裁判所が職権濫用等をしたりしており、この差し止めが検閲であり違法であるとして国と五十嵐に損害賠償を請求。一審は請求を棄却、二審も控訴を棄却したので、原告側が上告。
1986年6月11日、最高裁判所大法廷は、出版物の印刷、製本、販売、頒布等の仮処分による事前差し止めは憲法第21条にいう検閲にあたらないとして、上告を棄却した。また、名誉を侵害された者は、人格権としての名誉権に基づき、加害者に対して侵害行為の差し止めを求めることができる（差止請求権が認められる）とした。その上で、裁判所が出版等の事前差し止めを行うことができる要件を示した。

## 関連事項
- 1979年北海道知事選挙では五十嵐は次点で落選、現職堂垣内尚弘（北海道開発庁出身）が当選し3期目を務めた。
- 1983年北海道知事選挙では五十嵐は本件訴訟の被告となっており、五十嵐も堂垣内も出馬せずに弁護士の横路孝弘が当選した。